# Congiura dei baroni
La congiura dei baroni fu un complotto organizzato nel XV secolo; ebbe origine in Basilicata come reazione agli Aragonesi che si erano insediati sul trono del Regno di Napoli.

## Cause e motivi

### Le cause
Il significato della congiura dei baroni, sviluppatasi tra il 1485 e il 1486, consiste fondamentalmente, come opportunamente fu sottolineato dallo storico Ernesto Pontieri, nella resistenza opposta dai baroni all'opera di modernizzazione dello Stato perseguita dagli Aragonesi a Napoli. Il re Ferdinando I di Napoli (o Ferrante) aveva mirato a dissolvere il particolarismo feudale e fare del potere regio la sola leva di vita del paese. In questo quadro, lo scontro con i baroni era sorto inevitabilmente attorno al problema di una «riforma organica dello Stato», i cui cardini erano la riduzione del potere baronale, lo sviluppo della vita economica e la promozione a classe dirigente dei nuovi imprenditori e mercanti napoletani.
Strumento di questa politica fu la riforma fiscale, che affidava nuovi compiti alle amministrazioni comunali (le università), incoraggiandole a sottrarsi, per quanto possibile, al peso feudale. Ed in verità è stato calcolato che allora nel Regno di Napoli, su 1 550 centri abitati, poco più di 100 erano assegnati al regio demanio, cioè alle dirette dipendenze del re e della corte, mentre tutti gli altri erano controllati dai baroni, il che significava che il potere feudale nel suo complesso era titolare delle risorse e delle finanze del Regno e che la corte aragonese nei fatti era resa subalterna all'organizzazione baronale. Era quindi naturale che il re favorisse in ogni modo l'estensione numerica delle città demaniali, sottraendole al peso feudale ed incorporandole alla propria diretta amministrazione. Ma l'impresa non era di poco conto.
I baroni erano organizzati in grandi dinastie abbastanza ramificate, ognuna delle quali controllava da sola più terre del re. Gli Orsini del Balzo, ad esempio, si vantavano di poter viaggiare da Taranto a Napoli senza mai uscire dai loro possedimenti; i Sanseverino, ora osteggiati ed ora protetti dal re, erano titolari di feudi che dalla Calabria, attraverso quasi tutta la Basilicata, raggiungevano Salerno e lambivano Napoli; gli Acquaviva, i Caldora, i Caracciolo, i Guevara e i Senerchia completavano questa ristretta élite al potere, che di fatto accerchiava la capitale soffocando il Regno.

### Lo strapotere dei baroni e l'appoggio dello Stato Pontificio
Questa ristretta classe dirigente si avvaleva dell'alleanza e del favore dello Stato Pontificio. Dai tempi degli Angioini, il papa aveva costretto il Regno a considerarsi territorio a lui infeudato, e nessuno poteva aspirare al trono del Regno di Napoli senza l'assenso esplicito e l'investitura formale del pontefice. Oltre a ciò, il papa vantava antiche pretese ed antichi privilegi su parecchie terre e città meridionali, come L'Aquila, Tagliacozzo e, più recentemente, Altamura; ed inoltre governava direttamente, attraverso vescovi ed abati, tutta la Chiesa del Regno, fornita di propria ed autonoma giurisdizione, di propri tribunali distinti da quelli regi e da quelli feudali, e di proprie finanze rivenienti dalla fittissima rete di proprietà ecclesiastiche. Baroni e Chiesa si coalizzarono contro il re, ostacolando in ogni modo lo sviluppo della società meridionale verso forme più moderne di organizzazione politica e di dinamismo economico ed imprenditoriale.

### La borghesia loricata come classe emergente
Del resto, premeva ai margini stessi del mondo feudale napoletano un nuovo ceto, una nuova classe dirigente, che si differenziava dal vecchio ceppo baronale. Le origini del baronaggio napoletano sono essenzialmente militari: gli Angioini avevano concesso a molti avventurieri i feudi meridionali, in ricompensa dell'opera loro prestata per impadronirsi del Regno e per mantenerlo contro questo o quel pretendente. I Sanseverino erano venuti dalla Normandia a combattere contro i bizantini al servizio dei longobardi; i Del Balzo anche nel nome tradivano la loro origine francese; i Caracciolo erano stati potenti capitani alla corte della regina Giovanna I di Napoli.
L'origine guerresca di tutti costoro aveva ossificato un predominio che poco aveva a che fare con il dinamismo imprenditoriale o con le capacità organizzative necessarie a mantenere o estendere le proprie ricchezze. Erano stati al massimo grandi commercianti di grano e di olio, come il già ricordato principe di Taranto Giovanni Antonio Orsini del Balzo. Ma intorno alla metà del XV secolo, cioè proprio al tempo degli Aragonesi, erano emerse nuove figure di imprenditori meridionali: si trattava di ricchi mercanti, di armatori, di concessionari delle miniere, impegnati nelle industrie estrattive del sottosuolo e del mare.
Costoro diedero vita, anche grazie alla politica aragonese, ad un'organizzazione mercantile e produttiva assai vasta: i porti adriatici, soprattutto pugliesi, si aprivano come non mai ai traffici con Venezia e con l'Oriente; la costa tirrenica si popolava di navi mercantili private; furono posti a frutto i giacimenti di piombo ed argento a Longobucco e quelli di allume ad Ischia; si raccolse e si lavorò finemente il corallo del golfo di Napoli. Il re stesso incoraggiava queste attività, entrava in società diretta con i privati, aprendo loro nuove piazze e promuovendo, con misure protezionistiche forse troppo parziali, lo sviluppo del commercio nel Regno, che assunse perciò caratteri spiccatamente oligarchici. E spesso il re stesso attingeva ai capitali privati per le necessità dello Stato e della corte.
Fu allora che iniziò il flusso migratorio di popolazioni greco-albanesi nell'Italia meridionale, che si insediarono in moltissimi centri di queste regioni, ripopolandoli o fondandoli ex novo. Era perciò inevitabile che questo nuovo ceto imprenditoriale facesse prima o poi sentire tutto il suo peso sul complesso della società meridionale, minacciando molto da vicino le vecchie prerogative baronali e soprattutto entrando in concorrenza con le vecchie famiglie. Questo ceto chiedeva a gran voce per sé l'accesso ai fasti ed al prestigio del feudo. Nacque così una nuova forma di baronaggio, battezzata da alcuni storici come borghesia loricata: si trattava appunto dei nuovi borghesi, che lentamente si integravano nel vecchio ceto baronale di origini prevalentemente militari.
In Terra d'Otranto, il più noto esponente di questi borghesi-conti fu Giovan Carlo Tramontano, conte di Matera; ma ancor più di lui Napoli annoverò tra i rappresentanti più cospicui di questa nuova nobiltà imprenditoriale uomini come Antonello Petrucci e Francesco Coppola. Il primo giunse ad essere segretario del re Ferrante, ed i suoi figli meritarono il titolo di conte rispettivamente di Carinola e di Policastro; il secondo, creato conte di Sarno e socio d'affari col medesimo re, possedeva una flotta personale ed una truppa armata; sfruttava le miniere di allume di Ischia, e quelle di piombo ed argento di Longobucco; commerciava in stoffe ed in derrate alimentari; era titolare di un saponificio a Napoli, e non si esclude che fosse persino proprietario di un'isola corallifera sulle coste della Tunisia.

## Il primo scontro (1459-1464)
Un primo duro scontro tra i baroni ed il re Ferrante si era già verificato nella lunga guerra combattuta all'interno del Regno dal 1459 al 1464. Il re aveva allora ottenuto l'aiuto di molti capitani italiani, ai quali si era aggiunto un contingente di 1 000 fanti e 700 cavalieri approdati dall'oltremare adriatico e guidati da Giorgio Castriota Scanderbeg, l'eroe nazionale albanese in cerca di nuove terre per il suo popolo disperso dai turchi.
I grandi sconfitti di quella guerra furono Giovanni Antonio Orsini del Balzo, ultimo principe di Taranto, morto ad Altamura nel 1463, forse fatto soffocare dallo stesso re tramite l'arciprete di quella chiesa, ed Antonio Caldora, duca di Bari, che dopo essere stato catturato nel 1464 durante l'assedio di Vasto fu dal sovrano spogliato di tutti i propri possedimenti. Sta di fatto che gli Orsini del Balzo persero allora il vastissimo territorio del principato di Taranto, che fu incamerato dalla corte, fintanto che la Chiesa, dopo non molto tempo, rivendicò con maggior forza la sua potestà diretta su Altamura, fornendo così ai Del Balzo, feudatari della città, un'amministrazione ecclesiastica più svincolata dall'ossequio al re e più ligia e fedele al barone, mentre i Caldora dopo aver perso con quella sconfitta tutti i loro territori, distribuiti per la maggior parte in Abruzzo, in Molise, in Capitanata e in Terra di Bari, non si rialzarono più.
La guerra contro i baroni del 1459-1464 si era quindi conclusa aspramente, ma con una chiara vittoria del re. Egli aveva potuto allora riprendere con maggior sicurezza la sua politica, innovando nella legislazione fiscale e feudale, mortificando cioè le prerogative baronali, estendendo il potere della corte e dello Stato, riorganizzando la vita economica e commerciale del Regno. Le città demaniali crebbero, anche se in misura pur sempre inadeguata, ed i baroni subirono per qualche lustro l'iniziativa regia.

### Una reazione non del tutto sopita
Sia il Petrucci che il Coppola, benché appartenenti alla borghesia emergente, furono tra gli uomini chiave della congiura, ed anzi i primi ad essere scoperti e giustiziati: come ciò sia potuto accadere, non è ancora del tutto chiaro. Alla vigilia della congiura, i baroni di più antica origine avevano molte ragioni per essere preoccupati del proprio destino: il re li aveva piegati, nuovi ceti in ascesa premevano alle loro spalle, le università si davano statuti propri o si affrancavano dai vecchi pesi feudali. Per porre in qualche modo rimedio a tutto ciò, era necessario consultarsi, e la prima occasione fu fornita, nel 1485, dal matrimonio celebrato a Melfi tra Troiano II Caracciolo, figlio del duca di quella città, e la figliola del conte di Capaccio, della famiglia dei Sanseverino. Il più allarmato apparve allora Pietro de Guevara, marchese del Vasto e conte di Ariano, che aveva ulteriormente esteso la sua potenza dopo il matrimonio con la figlia di Pirro del Balzo, principe di Altamura e duca di Venosa. Il Guevara aveva manifestato ai suoi interlocutori le proprie preoccupazioni: il re Ferrante perseguiva una politica antibaronale assai insidiosa e sarebbe stato sciocco subire passivamente l'iniziativa del re. A nessuno di loro sfuggiva che il ruolo dei baroni era messo in discussione, che il loro potere era diminuito, e che ridotte ormai apparivano anche le loro prerogative ed i loro privilegi. Il Guevara, racconta Camillo Porzio, considerava addirittura una sciocchezza fuori misura non tentare nemmeno di opporsi alla prospettiva della ventilata successione al trono del duca di Calabria Alfonso II d'Aragona, figlio primogenito di re Ferrante, che per parte sua non perdeva occasione per ostentare apertamente ed arrogantemente la propria ostilità ai baroni. Forse essi stessi non avevano dimenticato che si trattava di quello stesso Alfonso che, appena quattordicenne, era stato significativamente inviato dal padre insieme alle truppe regie contro di loro in Calabria nella guerra del 1459-1464, per sottolineare allora che la lotta ai baroni non era da annoverarsi tra gli obiettivi episodici e passeggeri nella politica dell'intera dinastia aragonese; ed Alfonso era cresciuto fedele a quella indicazione paterna, tanto da girare spavaldamente a cavallo, con un'ascia e con una scopa ben in vista, arnesi entrambi utili, a suo stesso dire, per liberare il Regno di Napoli dai baroni.
Occorreva dunque perciò almeno scongiurare che Alfonso divenisse un giorno re di Napoli. E, per ottenere ciò, bisognava convincere il papa, l'alleato di sempre, a negare ad Alfonso l'investitura di erede al trono ed a ricercare un altro pretendente da contrapporre agli Aragonesi per assicurare al Regno una successione più favorevole e più gradita al papa e non meno che ai baroni.

## Il secondo scontro (1485-1486)

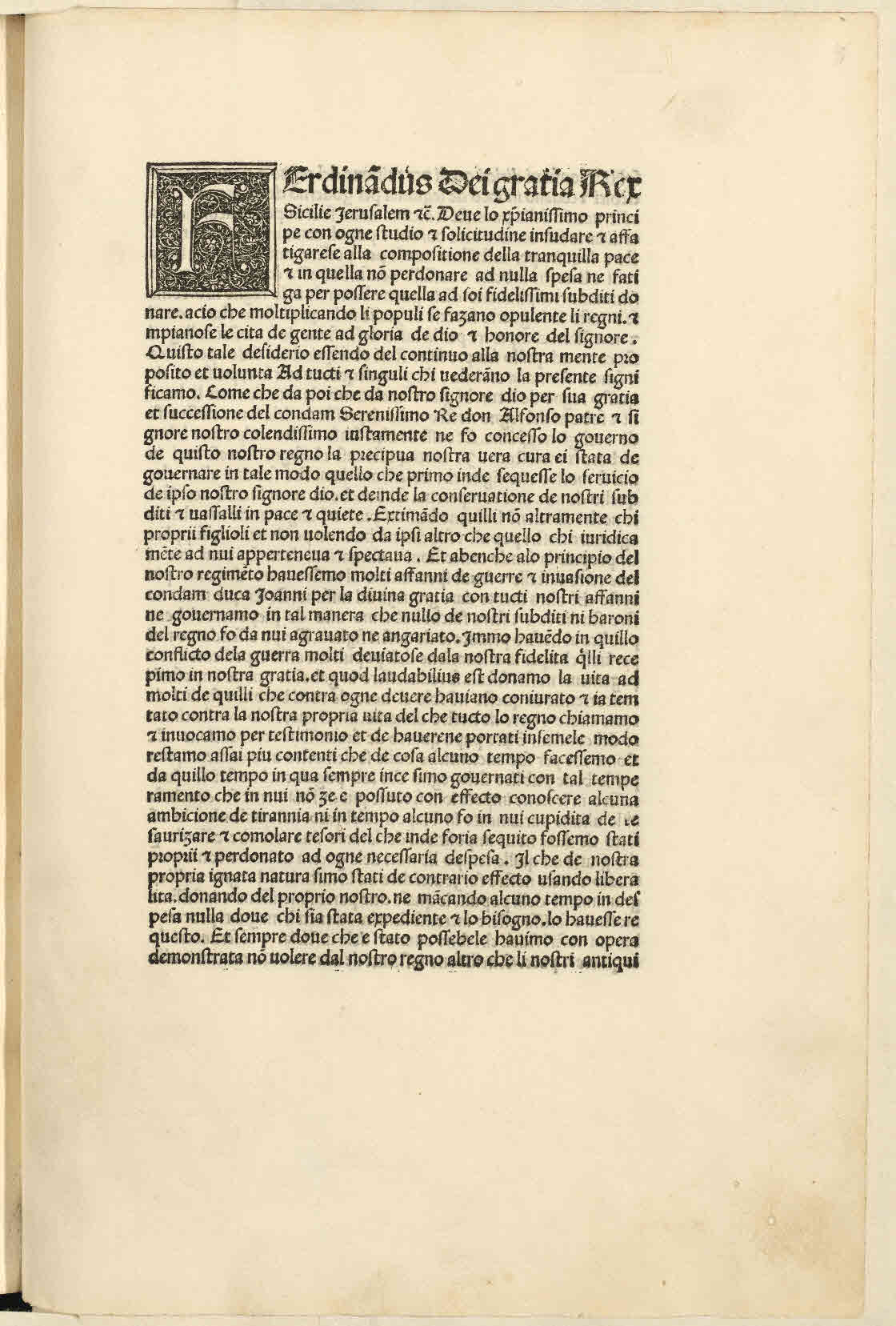
Esortazione di insorgere contro i baroni ribelli, 1486

Processo contro Pirro del Balzo principe di Altamura, Antonello Sanseverino principe di Salerno, Gerolamo Sanseverino principe di Bisignano, congiurati contro Ferdinando d'Aragona Re di Sicilia, 1488

La congiura fu ordita nel 1485 dal principe di Salerno Antonello Sanseverino. Questi, consigliato da Antonello Petrucci, Francesco Coppola e Luigi Gesualdo da Caggiano riunì attorno a sé molte famiglie feudatarie di signori e baroni del Regno della fazione guelfa favorevoli agli Angioini, tra cui oltre i Sanseverino si ricordano i Caracciolo, principi di Melfi, i Gesualdo, marchesi di Caggiano, i Del Balzo, principi di Altamura e duchi di Andria e Venosa, i Guevara, conti di Apice ed Ariano, i Senerchia, conti di Rapone e Sant'Andrea, i già citati Caldora, gli Acquaviva d'Aragona ed i baroni Senese.
I baroni convenuti a Melfi, pur condividendo le preoccupazioni loro espresse dal Guevara, non se la sentirono di impiegarsi subito ed irrevocabilmente contro Alfonso: non credevano possibile in quel momento sollecitare l'intervento del papa o dei nuovi pretendenti. E bruciava ancora, oltre tutto, il ricordo dell'amara sconfitta subita nel 1464. Ma non vollero neppure che la proposta cadesse del tutto nel vuoto, ed affidarono a Girolamo Sanseverino, principe di Bisignano e conte di Tricarico e Miglionico, un compito esplorativo, per verificare almeno le possibili alleanze, ricercare il consenso degli altri baroni assenti dal convivio di Melfi, ed eventualmente tentare le vie di una trattativa con il re. Girolamo Sanseverino, per assolvere a questo incarico esplorativo, si incontrò a Napoli con il Petrucci e con il Coppola, con lo scopo di saggiare le intenzioni degli ambienti di corte e di misurare su di esse gli eventuali successivi passi. Ottenuta da essi una risposta interlocutoria ma non negativa, si tenne subito un vero e proprio summit dei Sanseverino a Diano, cioè nel cuore stesso dei loro possedimenti feudali, dislocati tra la Calabria, la Basilicata e Salerno. Vi presero parte i cinque più importanti esponenti di questa famiglia, e cioè, oltre al principe Girolamo, Antonello Sanseverino, principe di Salerno, Giovanna Sanseverino, vedova del conte di Sanseverino, nonna di Antonello e zia di Girolamo, suo figlio Barnaba, conte di Lauria, e l'altro suo nipote Giovanni, conte di Tursi.
Su un altro versante si muoveva intanto il Coppola. Egli si era recato personalmente da re Ferrante per informarlo del crescente malumore che aveva riscontrato tra i baroni e si dichiarò disposto a far da tramite tra costoro e la corte, per vigilare dall'interno della macchinazione in atto e per volgerla a favore della monarchia. Egli così entrò con convinzione nel meccanismo della congiura, trascinando in essa anche il titubante regio segretario Antonello Petrucci ed i figli di costui. Nelle intenzioni del Coppola, la scelta di questa sua posizione ambivalente avrebbe dovuto consentirgli di muoversi più agevolmente e con maggiore vantaggio personale: da una parte, nella veste di inviato del re, avrebbe potuto incontrare i baroni senza insospettire il sovrano, e dall'altra si sarebbe meritata la fiducia dei baroni sempre diffidenti, ipotecando così un posto di rilievo accanto a loro nell'eventualità che, resasi impraticabile la via dell'accordo col sovrano, si fosse deciso di detronizzare davvero la dinastia aragonese.
Ma le cose andarono diversamente e le precauzioni e le intenzioni del Coppola e del Petrucci furono del tutto vanificate. Il re Ferrante avrebbe sconfitto tutti in abilità e cinismo. Egli cominciò con l'acconsentire volentieri alla proposta del Coppola, prese a trattarlo da allora come un vero e proprio agente al suo servizio infiltratosi per suo conto nella congiura. Utilizzandolo a questo fine, non cessò mai di gratificarlo con incarichi ed onori di grandissimo prestigio. Ma non per questo affidava al Coppola tutti i destini della dinastia o rinunciava ad una sua propria iniziativa, che elaborò e perseguì con determinazione, aiutato dal figlio Alfonso. In questa intricata vicenda, insomma, il Coppola insieme al Petrucci agì certamente con grande spregiudicatezza, e finì, insieme al Petrucci ed ai due figli di costui, per restare vittima della trappola mortale che egli stesso aveva contribuito ad ordire ed a far scattare. Ma occorre anche precisare che un po' tutti i personaggi, compreso il re, affrontarono i rischi di questa partita giocandosela ognuno su più di un tavolo.
Il piano previsto dai congiurati era il seguente: i baroni dei territori più vicini alla capitale avrebbero impedito al re di attraversarli, interrompendo così le comunicazioni di Napoli con il resto del paese. Una volta isolata la capitale, si sarebbe consentito al papa ed agli altri rinforzi di penetrare nel territorio del Regno al confine tra lo Stato Pontificio e gli Abruzzi. In ciò, il papa si sarebbe avvalso dell'aiuto di Giovanni II di Lorena, in nome delle vecchie aspirazioni angioine su Napoli, e di Roberto Sanseverino, primo capitano d'Italia, che avrebbe agito per conto della Repubblica di Venezia, ma anche per conto dei suoi familiari napoletani.
Ma il Lorena non si fece mai vedere e fu aspettato invano, mentre re Ferrante, anticipando i baroni, spedì le sue truppe all'Aquila, dove Alfonso imprigionò quel conte con tutta la sua famiglia e, ritornando, insolentì in Terra di Lavoro contro i baroni di Ascoli e Nola, offendendo altresì in essi la memoria del valoroso Orso Orsini, suo vecchio compagno d'armi, e l'onore della loro madre, Paola, definita dal Porzio una donna di basso affare ma di alta virtù.
Il re, scoperta la congiura, dopo un'alleanza con la Repubblica di Firenze ed il Ducato di Milano, punì pesantemente i suoi avversari dando la caccia ad ognuno di loro.
La determinazione e la tempestività di questa iniziativa del re e di Alfonso scompaginarono non poco le file dei baroni, che ne subirono pesantemente il contraccolpo negativo. Il principe di Salerno Antonello Sanseverino apparve ancor meno di prima disposto a mediazioni ed a soluzioni diplomatiche, e diffidò ancora di più del re e del Coppola. Impedì che il Coppola fosse inviato dal papa in rappresentanza dei baroni, come costui aveva non senza motivo richiesto, e soprattutto disertò un incontro che il Coppola medesimo gli aveva preparato con il re in persona. Isolatosi a Salerno Antonello Sanseverino, la direzione della congiura tornò così nelle mani del prudente principe di Bisignano, che riprese a tessere la tela di un possibile accordo con il re, con il quale giunse ad incontrarsi riportando un certo successo.
Incoraggiati dagli esiti distensivi di tale mediazione, i baroni tennero alcuni convegni a Venosa ed a Miglionico, che era castello del Bisignano, e ad essi parteciparono in prima fila, in rappresentanza ufficiale del re, il suo segretario Petrucci ed il Coppola. Poi, finalmente, nel settembre del 1485, secondo il Porzio, si ebbe l'incontro decisivo a Miglionico, nel castello del Malconsiglio, al quale partecipò anche il re. Egli infatti, secondo il dettagliato racconto del Porzio, posposto ogni riguardo della dignità e della persona, si andò confidentemente a cacciare nelle mani di costoro, seguito dalla moglie e poco di poi dal duca di Calabria ancora. Giunto il re a Miglionico, da tutti quelli che vi si trovarono fu con ogni generazione di onore ricevuto; non si rimase di concedere loro ciò che gli chiedevano, così dintorno alle gravezze come agli obblighi personali; ma anche li riprese amichevolmente, lamentandosi con loro che per ottenere quelle cose avessero piuttosto voluto ricorrere alle armi che nella sua benignità confidare, e raccomandò loro di convincere anche gli assenti, ed in primo luogo il principe di Salerno, a sottoscrivere la pace. I baroni sembrarono soddisfatti di ciò che al re era piaciuto concedere loro e, per convincerlo maggiormente, lo vollero accompagnare fino in Terra di Lavoro. Avrebbero poi proseguito verso Salerno, per smuovere il recalcitrante Antonello Sanseverino e, come avevano promesso, fargli accettare le convinzioni. Successivamente il re, contravvenendo i patti, fece imprigionare e giustiziare i baroni più esposti nella cospirazione.
Tra i luoghi più legati alla vicenda si annoverano la cittadina di Lacedonia: nella chiesa di Sant'Antonio l'11 settembre 1486 i baroni giurarono di cacciare dal Regno gli Aragonesi. Inoltre nei castelli di Diano, di Melfi e di Miglionico avvennero i più importanti raduni fra i ribelli.
La definitiva conclusione di questo movimento si ebbe nel 1487 nel Castel Nuovo di Napoli. Nella sala dei baroni furono infatti arrestati ed uccisi gli ultimi esponenti della congiura contro la corte aragonese. Fu lo stesso Ferrante d'Aragona che invitò nella sala i baroni, con la scusa di celebrare le nozze della nipote. In realtà questa era una trappola: i baroni furono arrestati e messi a morte.
Non vi si recò il principe di Salerno Antonello Sanseverino il quale, si rifugiò nella città fortezza di Diano e nel suo castello.
Lì, fu raggiunto dal re che pose l'assedio alla città.  Ma nel mese di novembre, il re afflitto dalla febbre  contratta per il freddo chiamò all'impresa Don Consalvo da Cordoba detto il Gran Capitano e se ne fece ritorno a Napoli.
Nel corso di uno degli assalti alle mura della città, perse la vita il giovane figlio del Duca di Sora, Cantelmo.
Il Gran Capitano, compreso che non sarebbe riuscito a conquistare il castello, propose un accordo molto vantaggioso per il principe.
L'accordo fu concluso, i capitoli della pace furono redatti dal nobile notaio Giacomo Carrano familiare e feudatario del principe, nel dicembre del 1497.
Al principe fu garantita la salvezza della vita, l'incolumità dei suoi familiari, uomini e dei servitori ecc. Gli venne permesso di lasciare il regno e raggiungere Senigallia, in cambio fu costretto a consegnare tutte le fortezze. Fu questa la vera conclusione della congiura dei baroni.
La congiura fu narrata dallo storico Camillo Porzio nella sua più celebre opera, La congivra de' Baroni del Regno di Napoli contra il Re Ferdinando I.